# 莱瑟尔
莱瑟尔是德国莱茵兰-普法尔茨州的一个市镇。总面积8.82平方公里，总人口567人，其中男性280人，女性287人（2011年12月31日），人口密度64人/平方公里。